# Erkki Lappalainen
Erkki Lappalainen, född den 3 december 1946 i Eno, Karelen, Finland, död den 5 oktober 2010 i Stockholm, Sverige, var en svensk poet. Lappalainen startade Poeternas Estrad 1985 och var den som förde Poetry slam till Sverige.

## Biografi
Erkki Lappalainen kom på 1960-talet från Finland till Sverige för att arbeta som metallarbetare. För att utveckla sina kunskaper i det nya språket svenska  började han omkring 1970 studera på folkhögskolan Biskops-Arnö, och där föddes poeten Lappalainen. Han gav ut sin första diktsamling Jag ville så gärna säga det 1975.
Under Mullvadsockupationen i Stockholm 1977-78 var han en av initiativtagarna, samt librettoförfattare, till gatumusikalen Mullvadsoperan som genomfördes med teatergruppen Jordcirkus. 
År 1985 startade han tillsammans med poeten Ola Thorbiörnson Poeternas Estrad på Kafé 44 i Stockholm. Poeternas Estrad var en slags verkstad för sceniska experiment, där författare och poeter uppmuntrades till samarbete mellan livepoesi och andra konstformer. Denna poesiverksamhet växte och flyttade 1992 till Mosebacke Etablissement och Södra teatern. Bland författare som deltagit i Poeternas Estrad kan nämnas Hans Alfredson, Bodil Malmsten, Ernst Brunner, Birgitta Lillpers och Thomas Di Leva. 
Under en resa till USA i början av 1990-talet träffade Erkki Poetry slams grundare Marc Smith vilket ledde till att han förde denna tävling i estradpoesi till Sverige. I november 1994 organiserade Lappalainen Poetry slam på båten "Mt World Renaissance" under en internationell, litterär svartahavskryssning. Poeter, författare, journalister och reportrar från 30 länder stiftade bekantskap med företeelsen "att tävla i poesi". I juli 1995 hölls Sveriges första SM i Poetry slam.
I samband med Erkki Lappalainens bortgång hölls en två dagars minneskväll kallad Clash of the pets 2011. Författaren Johan Wretman i samarbete med Kapsylen och Kafé 44 presenterade evenemanget som var tillägnat Lappalainen och blev Sveriges största Poetry Slam Grand Prix. Clash of the poets blev en tvådagars minneskväll fylld av scenpoesi från 32 poeter samt världsmästaren i Poetry Slam 2010 från Kanada.